# Șerbănești (okręg Aluta)
Șerbănești – wieś w Rumunii, w okręgu Aluta, w gminie Șerbănești. W 2011 roku liczyła 2121 mieszkańców. 